# NK Slavonac Stari Perkovci
NK Slavonac CO je nogometni klub iz Starih Perkovaca.

## Povijest
Nogometni klub Perkovci osnovan je 1950. godine pod imenom NK Slavonac Perkovci. 
Klub je par godina igrao u 2. ŽNL. Nakon uspjeha u toj ligi stiže u prvu ŽNL. Iste je godine promijenio ime u NK Slavonac CO (Croatia osiguranje). Također je te godine stigao do prvog mjesta u prvoj ŽNL odakle je morao ići u kvalifikacije kako bi se plasirao u viši rang, treću HNL. U višem rangu NK Perkovci dobiva novog trenera, Đuru Petrineca. S osmog mjesta koje je klub držao na kraju prve polusezone, pod trenerskom palicom Đure Petrinca na kraju završavaju na prvome mjestu, no isti broj bodova imala je još jedna ekipa, HNK Suhopolje. Upravo zbog tog razloga morala se odigrati majstorica na gradskom stadionu u Belišću. Tu utakmicu NK Perkovci je pobijedio s minimalnih 1-0 pogotkom Nebojše Rivisa. U 2. HNL krenuli su rezultati nepovoljni za klub. Ubrzo nakon nekoliko kola i trener Đuro Petrinec odlazi, a mijenja ga Branko Karačić. Klub je bio predzadnji nakon prve polusezone, a drugu polusezonu završio je na 6. mjestu i tako opstao u 2. HNL. U sezoni 2008./09. startaju odlično, te na kraju jesenskog dijela prvenstva nalaze se na prvom mjestu s 10 pobjeda i 5 neriješenih utakmica. Na kraju sezone završavaju na 4. mjestu što ima omugučuje igranje u 1. HNL, no, 5. lipnja 2009. godine odustaju od prve lige. Iste sezone bio je osvajač kupa Brodsko-posavske županije pobijedivši u finalu trećeligaša MV Croatiju.
Pred sezonu 2013./14. mijenjaju ime od NK Slavonac Perkovci u NK Perkovci.

## Vanjske poveznice
- Stranice NK Slavonca  Arhivirana inačica izvorne stranice od 11. lipnja 2009. (Wayback Machine)